# François de Cuvilliés

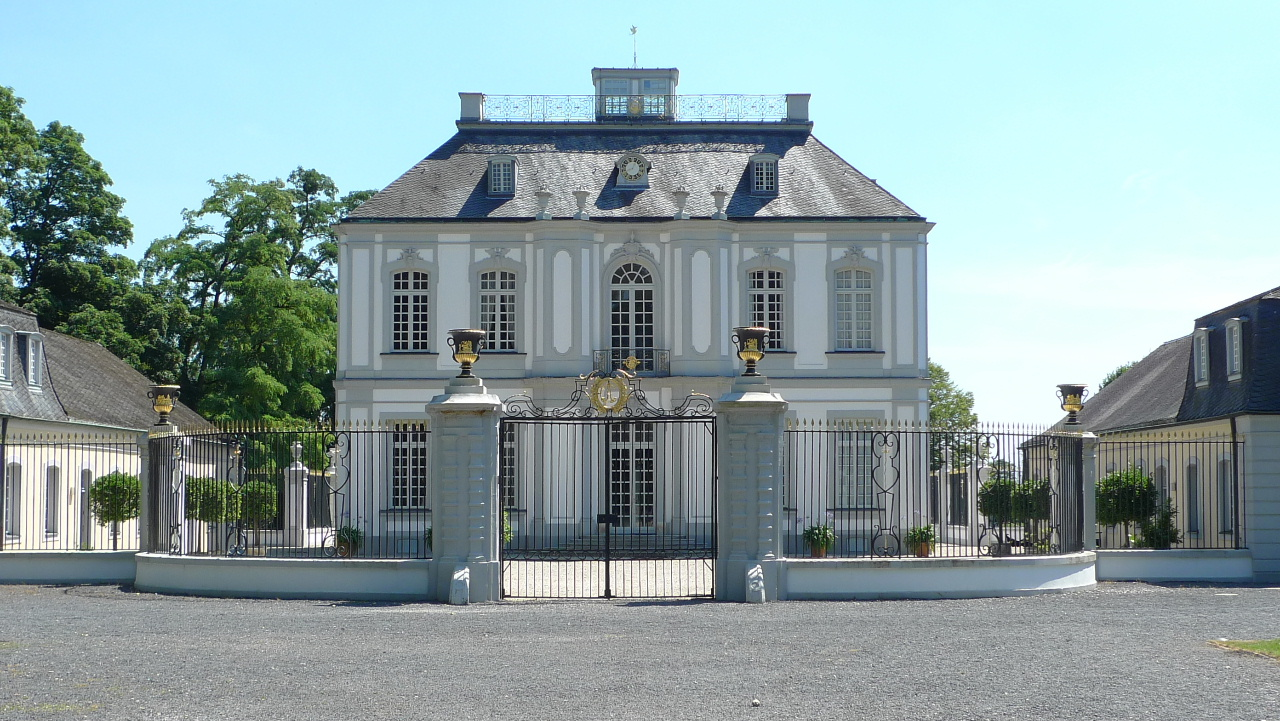
Falkenlust, dins del conjunt de palaus de Augustusburg i Falkenlust a Brühl.

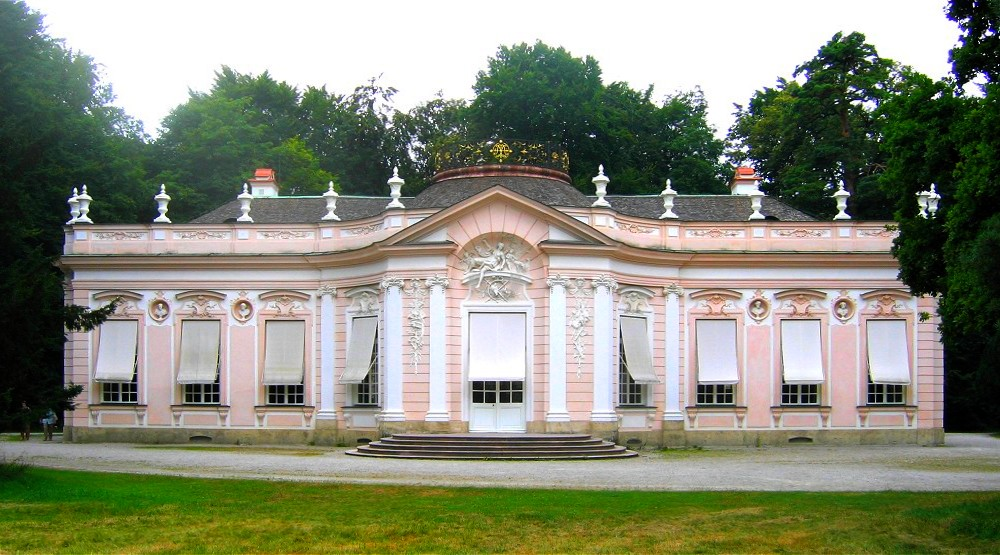
Amalienburg al parc de Palau Nymphenburg

François de Cuvilliés (Soignies, Hainaut, 23 d'octubre de 1695 - Múnic, 14 d'abril 1768). D'origen francès, va ser un arquitecte i dissenyador decoratiu bavarès cabdal per introduir l'estil rococó a la cort dels Wittelsbach a Múnic i, en general, a tota l'Europa central.
Cuvilliés va estar protegit per Maximilià Manuel, Elector de Baviera, que detectà l'aptitud del jove, el va fer rebre ensenyament de matemàtiques, avalà la seva futura educació amb Joseph Effner i l'envià a París, 1720-24, on va aprendre al taller de Jean-François Blondel,
Al seu retorn a Múnic va ser nomenat arquitecte de cort, al començament, conjuntament amb Effner.
A la mort de l'Elector el 1726, per un temps Cuvilliés treballà a Brühl per al germà del nou Elector, Clemens August de Baviera. Proporcionà dissenys per a la capella a Brühl, (1730-1740) i el pavelló de cacera de Falkenlust (1729-1740) però com els interessos de Carles Albert canviaren cap a Múnic, també ell tornà a Múnic. Allà la seva fama va ser reconeguda per la decoració rococó del Reichen Zimmer dins del palau Munich Residenz, que s'havia fet malbé per un foc, el 14 de desembre de 1729. A Cuvilliés se li encarregà dissenyar la decoració d'un interior nou, per a ser realitzat per Joachim Dietrich tallista de la cort, i decorat amb quatre consoles rococó daurades amb potes de rodes i dragons.
La seva obra mestra és el Amalienburg, un pavelló de cacera ubicat al parc de Nymphenburg, construït 1734-1739, amb decoracions naturalista rococos platejades i daurades inspirades en els colors de les terres.
Una obra posterior és el Residenztheater, o Teatre de Cuvilliés (1751-1755) dissenyat i construït per a Maximilià III Josep de Baviera per Cuvilliés. Tot i que el teatre va ser bombardejat durant la Segona Guerra Mundial, les peces gravades i daurades s'havien desmantellat i emmagatzemat per seguretat. Després de la guerra, el Residenztheatre es reconstruí meticulosament durant els anys 1950.
Va escriure uns quants tractats sobre temes artístics i decoratius, que eren editats pel seu fill, François de Cuvilliés el Jove, que succeí al seu pare a la cort de Múnic. Des de 1738 va emprendre un seguit de col·leccions sobre gravats de panels de paret, cornises, mobiliari i peces de ferro treballat, que es publicaven a Múnic i es distribuïen a París i per tot arreu, assegurant, sens dubte, la difusió del Rococó per tot Europa.

## Obres destacables
- Palaus Augustusburg i Falkenlust a Brühl, declarat Patrimoni de la Humanitat (1728-1740)
- Palau Piosaque de Non (1729; destruït)
- Palau Wilhelmsthal (1744) en Kassel
- Reformes del Munich Residenz (1730-1737), incloent-hi construcció del Teatre de Cuvilliés (1750-1753)
- Palais Holnstein a Múnic (1733-1737)
- Amalienburg al parc de Palau Nymphenburg (1734-1739)
- Façana del Theatiner (1768)